# 羅斯科 (明尼蘇達州古德休縣)
羅斯科（英語：Roscoe）是位於美國明尼蘇達州古德休縣羅斯科鎮區的一個非建制地區。

## 地理
羅斯科所處的海拔為高於海平面363米（即1191英呎），而該地所採用的時區為UTC-6，即北美中部時區（CST）。同時該地設有夏令時間，為UTC-6調快一小時，即UTC-5（CDT）。